# 藤岡次郎太夫
藤岡 次郎太夫（ふじおか じろうだゆう、1846年（弘化3年） - 1870年9月27日（明治3年9月3日））は、江戸時代末期（幕末）の徳島藩士。諱は秋高。字は土操。

## 生涯
阿波国前川町出身。銃士二番隊。文学二等生。
1870年（明治3年）に庚午事変（いわゆる稲田騒動）で稲田家襲撃に関与したことにより、同年9月3日に徳島市住吉の蓮花寺にて切腹した。享年25。これが日本法制史上、明治以後に行われた切腹刑の1つとされる。（最後の切腹刑は、2年後の1872年[明治5年] 11月4日に金沢藩執政(藩臣最高職)本多政均の暗殺に対する加賀本多家旧臣の敵討ち[明治の忠臣蔵と言われている]により、石川県刑獄寮の裁判で切腹の判決が下され切腹した旧臣12人[本多弥一、富田総、鏑木勝喜知、吉見亥三郎、矢野策平、西村熊、舟喜鉄外、浅井弘五郎、廣田嘉三郎、湯口藤九郎、芝木喜内、藤江松三郎]である）。
墓所は同寺内に、同じく処刑された三木寿三郎の墓と共にある。